# Konrad Dietz (Politiker, 1818)
Konrad Dietz (* 16. November 1818 in Heisters im Vogelsbergkreis; † 12. Januar 1894 ebenda) war ein deutscher Müller, Bürgermeister und Abgeordneter der 2. Kammer der Landstände des Großherzogtums Hessen.

## Leben
Konrad Dietz wurde als Sohn des Landwirts und Bürgermeisters Konrad Dietz (1794–1874) und dessen Ehefrau Anna Barbara Appel (1793–1855) geboren. Er betrieb in seinem Heimatort eine Müllerei und war dort Bürgermeister. In dieser Funktion hatte er vom 23. Januar 1867 bis 1872 für den Wahlbezirk Oberhessen 4 (Lauterbach) ein Mandat für die Zweite Kammer des Landtags des Großherzogtums Hessen.